# ماوريسيو كويفاس
ماوريسيو كويفاس (بالإنجليزية: Mauricio Cuevas)‏ هو لاعب كرة قدم أمريكي في مركزي الوسط والدفاع، ولد في 10 فبراير 2003 في لوس أنجلوس في الولايات المتحدة. لعب مع لوس انجلوس غالاكسي 2.